# Suzanne Van Rokeghem
Suzanne Van Rokeghem est une journaliste et autrice belge, née le 12 juillet 1947. Elle a joué un rôle actif dans la deuxième vague du féminisme en Belgique.

## Biographie
Suzanne Van Rokeghem est licenciée en communication sociale de l'Université catholique de Louvain.
Elle collabore, comme journaliste, à différents périodiques, Femmes d’aujourd’hui ou  Flair notamment et, pendant six ans au Soir, dans le service d’informations politiques et sociales.
En 1989, elle crée, avec des parents d'enfants allergiques, la Fondation pour la prévention des allergies dont elle est la présidente et dont elle dirige le périodique franco-belge Oasis Allergies,.
Ses archives sont conservées au Centre d'archive pour l'histoire des femmes (Carhif). Elles concernent principalement son activité journalistique et son engagement dans le mouvement féministe.

### Féministe engagée
Suzanne Van Rokeghem participe à la plupart des grandes actions actions féministes depuis les années 1970.
Elle a pris conscience de la question féminine lors de la grève des ouvrières de la FN de Herstal en 1966. Elle s’intéresse aux actions médiatiques du nouveau féminisme et s’investit dans le mouvement féministe belge. « J'ai rencontré Jeanne Vercheval par Chantal De Smet (…). J’ai publié un, deux, trois articles dans Le Soir sur les Marie Mineur. J’ai sympathisé tout de suite. Elle m’ouvrait une porte vers un milieu auquel il est très difficile d’accéder sauf par les syndicats : les milieux ouvriers. Donc, quand il y a eu des grèves, j’ai eu des informations que je n’aurais pas eues autrement ».

#### Le Petit livre rouge des femmes
En 1972, elle rédige, avec Marie Denis et Jeanne Vercheval,« Het rode boekje van de vrouw – Le petit livre rouge des femmes »,, un recueil où les femmes, collectivement, analysent leur situation et expriment leurs souhaits et aspirations. Il rencontre un vif succès avec 15 000 exemplaires vendus lors de la première journée de la femme en Belgique, le 11 novembre 1972 et épuisé le jour même et a un impact important sur le mouvement des femmes. Le petit livre rouge expose les idées des différentes organisations féministes : Marie Mineur, le Front de libération des femmes, Dolle Mina et le Groupe d'action pour la libération des femmes mais il aborde aussi les questions touchant au corps et à la sexualité, le droit au plaisir, aux moyens contraceptifs et à l’avortement. A une époque où il est encore interdit de faire de la publicité pour la contraception (loi de 1923 qui sera abrogée en 1973), il donne une liste d’adresses de centres de planning familial.

#### Les Cahiers du GRIF
Elle participe aux Cahiers du Grif fondés par Françoise Collin en 1972 dont le comité de rédaction comprend d'autres grands noms du féminisme belge, comme  Jeanne Vercheval, Marie-Thérèse Cuvelliez, Marie Denis,. Tiré à 1.500 exemplaires, le premier numéro des Cahiers du GRIF, « Le féminisme pour quoi faire ? », paraît à l’occasion de la deuxième Journée des femmes, le 11 novembre 1973, il est épuisé le soir même.
Après cinq ans de parution, et 24 numéros, l'équipe se scinde.

#### Voyelles
Une partie des femmes du GRIF, dont Suzanne Van Rokeghem, Marie Denis, Jacqueline Aubenas et Jeanne Vercheval lancent le magazine Voyelles (1979-1982) qui mêle articles d'information et rubriques plus légères.
Le magazine est porté par une société coopérative et reçoit des revenus de la publicité. Malgré son succès, il rencontre des difficultés financières, et doit cesser la parution en 1982. Le dernier numéro, le numéro 33, est publié en octobre 1982.
Suzanne Van Rokeghem participe également à la création de la Maison des femmes qui ouvre ses portes en 1974 à Saint-Josse, au 73 rue du Méridien.

## Publications
- Suzanne Van Rockeghem, Marie Denis, Le féminisme est dans la rue : Belgique 1970-75, Politique et Histoire, 1992  (ISBN 2-87311-009-0) Lire en ligne
- Suzanne Van Rockeghem, Olivia Simon, Du potager à l'assiette, Labor, 1996  (ISBN 2-8040-1113-5)
- Suzanne Van Rockeghem, Jeanne Vercheval-Vervoort, Jacqueline Aubenas, Des femmes dans l’histoire en Belgique, depuis 1830[15], Luc Pire, 2006  (ISBN 2-87415-523-3) Lire en ligne